# Resultados do Carnaval de Porto Alegre em 2012
Resultados do Carnaval de Porto Alegre em 2012. A divulgação do resultado ocorreu no dia 21 de fevereiro no Complexo Cultural do Porto Seco. Com a diferença de 0,1 décimo de ponto a Estado Maior da Restinga conquistou o bicampeonato, a escola trouxe para avenida a história do vinho com o enredo: "Da mitologia à realidade, a Tinga de taça na mão! Vinhos do Brasil, sinônimo de qualidade, saúde, prazer e prosperidade!".

## Grupo Especial
| Colocação | Escola                        | Pontos | Punições | Nota      | Ref.        |
| --------- | ----------------------------- | ------ | -------- | --------- | ----------- |
| 1º        | Estado Maior da Restinga      | 238,3  |          |           | [ 1 ] [ 4 ] |
| 2º        | Imperadores do Samba          | 238,2  |          |           | [ 1 ] [ 4 ] |
| 3º        | Império da Zona Norte         | 237,2  |          |           | [ 1 ] [ 4 ] |
| 4º        | Imperatriz Dona Leopoldina    | 235,5  |          |           | [ 1 ] [ 4 ] |
| 5º        | Unidos de Vila Isabel         | 234,9  |          |           | [ 1 ] [ 4 ] |
| 6º        | União da Vila do IAPI         | 234,7  |          |           | [ 1 ] [ 4 ] |
| 7º        | Bambas da Orgia               | 233,3  |          |           | [ 1 ] [ 4 ] |
| 8º        | Acadêmicos de Gravataí        | 232    |          |           | [ 1 ] [ 4 ] |
| 9º        | Embaixadores do Ritmo         | 225,5  | - 0,2    |           | [ 1 ] [ 4 ] |
| 10º       | Protegidos da Princesa Isabel | 221,3  |          | Rebaixada | [ 1 ] [ 4 ] |

## Grupo Intermediário - A
| Colocação | Escola                    | Pontos | Punições | Nota      | Ref.              |
| --------- | ------------------------- | ------ | -------- | --------- | ----------------- |
| 1º        | Academia de Samba Praiana | 158,8  | - 0,1    | Promovida | [ 4 ] [ 5 ] [ 6 ] |
| 2º        | Império do Sol            | 157,9  |          |           | [ 4 ] [ 5 ] [ 6 ] |
| 3º        | Academia Samba Puro       | 157,3  |          |           | [ 4 ] [ 5 ] [ 6 ] |
| 4º        | Imperatriz Leopoldense    | 155,8  |          |           | [ 4 ] [ 5 ] [ 6 ] |
| 5º        | Acadêmicos de Niterói     | 153,2  |          |           | [ 4 ] [ 5 ] [ 6 ] |
| 6º        | Unidos da Vila Mapa       | 153    |          |           | [ 4 ] [ 5 ] [ 6 ] |
| 7º        | Realeza                   | 152,8  |          | Rebaixada | [ 4 ] [ 5 ] [ 6 ] |

## Grupo de acesso
| Colocação | Escola               | Pontos | Punições | Nota      | Ref.        |
| --------- | -------------------- | ------ | -------- | --------- | ----------- |
| 1º        | Unidos do Guajuviras | 157,3  | - 0,5    | Promovida | [ 4 ] [ 7 ] |
| 2º        | Unidos do Capão      | 156,4  |          |           | [ 4 ] [ 7 ] |
| 3º        | Acadêmicos da Orgia  | 156,2  |          |           | [ 4 ] [ 7 ] |
| 4º        | Apito de Ouro        | 153,2  |          |           | [ 4 ] [ 7 ] |
| 5º        | União da Tinga       | 152,2  |          |           | [ 4 ] [ 7 ] |
| 6º        | Copacabana           | 151,1  |          |           | [ 4 ] [ 7 ] |
| 7º        | Filhos da Candinha   | 151    | - 0,4    |           | [ 4 ] [ 7 ] |

## Tribos carnavalescas
| Colocação | Tribo        | Pontos | Punições | Ref.  |
| --------- | ------------ | ------ | -------- | ----- |
| 1º        | Guaianazes   | 159,8  | - 0,2    | [ 4 ] |
| 2º        | Os Comanches | 158,1  |          | [ 4 ] |